# محمدي عليا (مقاطعة غيلانغرب)
محمدي عليا (بالفارسية: محمدی علیا) هي قرية تقع في قسم حيدريه الريفي في إيران. يقدر عدد سكانها بـ 168 نسمة بحسب إحصاء 2016.